# S&T Motiv K14
S&T Motiv K14 — снайперская винтовка под патрон .308 Winchester с продольно-скользящим поворотным затвором, разработанная компанией S&T Motiv и являющаяся стандартной снайперской винтовкой вооружённых сил Республики Корея.

## История
На протяжении десятилетий в южнокорейской армии не было стандартной снайперской винтовки. Небольшое количество винтовок M1C/D Garand использовалось до тех пор, пока они не устарели в конце 1970-х годов. В конце 1980-х годов на штурмовые винтовки K2 устанавливались британские прицелы типа Trilux, что, по сути, превратило их в марксманские винтовки, но это не было официальным или широко распространенным явлением. Для спецподразделений и контртеррористических подразделений закупались снайперские винтовки иностранного производства, однако регулярная армия практически не интересовалась снайперской стрельбой. Такое мышление было необычным, поскольку они сталкивались со угрозами снайперов во время Корейской войны и их участия во Вьетнамской войне. Это начало меняться после американских операций во время войны в Ираке и войны в Афганистане. Южнокорейские офицеры, дислоцированные в данных зонах боевых действий, стали свидетелями эффективности как дружественных, так и вражеских снайперов. Это в сочетании с реализацией возможностей снайперских сил, которые поддерживала северокорейская армия, у которых большое количество специально обученных и экипированных снайперов на уровне взвода и даже отделения, привело к тому что армия РК решила включить роль снайпера в свои силы.
Требования к снайперской винтовке были выполнены в 2011 году и предусматривали 800–1000 винтовок под патрон .308 Winchester с продольно-скользящим затвором, оптикой и прочими аксессуарами. Закупки за рубежом были разрешены, но поскольку южнокорейский закон отдаёт предпочтение отечественным производителям оборонной продукции, S&T Daewoo (теперь S&T Motiv) представила свой проект XK14 и стала главным кандидатом. XK14 разрабатывался в течение двух лет и прошёл годовую оценку вооруженными силами РК. После прохождения испытаний и сертификации винтовка была принята на вооружение в декабре 2012 года в качестве первой общевойсковой снайперской винтовки армии РК и получила официальное обозначение К14. S&T Motiv получила контракт на сумму 3,2 миллиарда вон (3 миллиона долларов) на неустановленное количество винтовок. Стоимость отдельной винтовки неизвестна, но комплект, который продается армии и включает в себя винтовку, дневной прицел, прицел ночного видения, маскировочный костюм и другие аксессуары, стоит 13 000 долларов. Первые экземпляры были переданы спецподразделениям РК в 2013 г. С конца 2017 г. винтовки были переданы и пехотным батальонам, а поставки завершились в январе 2021 г.

## Конструкция

Тренировка сил специального назначения армии РК со снайперской винтовкой К14 в холодную погоду.

K14 — винтовка с продольно-скользящим затвором, рукоятка затвора которой открывается на 60 градусов для быстрой перезарядки. Прототипы имели грубое движение затвора и спускового крючка, но в серийных образцах они были сглажены. Затвор K14 имеет некоторое сходство с затвором винтовки Winchester Model 70. Приклад изготовлен из армированного стекловолокном полимера с регулируемой щекой и затыльником, а также регулируемым по высоте моноподом и пистолетной рукояткой с отверстием для большого пальца. Внутренняя рама металлическая и поддерживает 4-стороннюю планку Пикатинни для аксессуаров. Также винтовка оснащена сошками. Тяжёлый рифленый ствол имеет длину в 610 мм и четырёхконтактный пламегаситель типа Vortex. Глушитель не обязателен, но его можно установить, сняв пламегаситель.
K14 имеет короткую ствольную коробку под патрон .308 Winchester, что было строго необходимо. Дополнительные средства не были потрачены на возможное переоборудование в будущем на более крупный калибр, такой как .300 Winchester Magnum или .338 Lapua Magnum. Питается отъёмными коробчатыми магазинами стандартной ёмкости на 5 патронов. Также доступен магазин большей ёмкости на 10 патронов. Точность винтовки составляет 1 МОА на расстоянии до 100 ярдов, а эффективная дальность стрельбы составляет 800 метров.
S&T Motiv представляет новые аксессуары для K14, в том числе съёмные боковые направляющие и оптические прицелы корейского производства, которые заменят оптику Schmidt & Bender PM в текущих версиях.
Компания Hanwha Systems разработала многофункциональный прибор наблюдения, входящий в состав комплекта K14. Устройство наблюдения оснащено встроенным телескопом, тепловизионной камерой, лазерным дальномером, электронным компасом и GPS. Он может заметить человека с расстояния до 2,5 км с использованием дневного телескопа и до 1,5 км с помощью тепловизионной камеры.

## Страны-эксплуатанты
- Республика Корея: Стандартная общевойсковая снайперская винтовка.
- Ирак:[5] Используется спецназом.[6][7]
- Иордания: Используется армией.[8]